# Churchstoke
Churchstoke o Church Stoke (in gallese: Yr Ystog) è un villaggio con status di community e ward del Galles centro-orientale, facente parte della contea di Powys (contea tradizionale: Montgomeryshire) e situato lungo la confluenza dei fiumi Camlad e Caebitra, al confine con l'Inghilterra. Il villaggio conta una popolazione di circa 700 abitanti, mentre l'intera ward di Church Stoke conta una popolazione di circa 1 600 abitanti.

## Geografia fisica
Churchstoke si trova a sud di Welshpool e Montgomery, ad est di Newtown e a nord-ovest della città inglese di Bishop's Castle. Il villaggio è situato ai piedi del Todleth Hill e del Roundton Hill.

## Monumenti e luoghi d'interesse

### Architetture religiose

#### Chiesa di San Nicola
Principale edificio religioso di Church Stoke è la chiesa di San Nicola, risalente in gran parte al XIX secolo, ma che presenta un campanile risalente al XIII secolo.

## Società

### Evoluzione demografica

#### Villaggio
Nel 2018, la popolazione stimata del villaggio di Church Stoke era pari a 678 abitanti.
Il villaggio ha conosciuto un decremento demografico rispetto al 2011, quando la popolazione censita era pari a 708 abitanti, dato che era in rialzo rispetto al 2001, quando la popolazione censita era pari a 632 unità.

#### Ward
Per quanto riguarda invece l'intera community di Church Stoke, nel 2018 la popolazione era stimata in 1 632 unità, di cui 846 erano donne e 786 erano uomini.
La popolazione al di sotto dei 18 anni era pari a 248 unità (di cui 124 erano i bambini al di sotto dei 10 anni), mentre la popolazione dai  60 anni in su era pari a 675 unità (di cui 141 erano le persone dagli 80 anni in su).
Come il villaggio, anche l'intera community di Church Stoke ha conosciuto un incremento demografico rispetto al 2011, quando la popolazione censita era pari a 1 691 abitanti, dato  in rialzo rispetto al censimento del 2001, quando la popolazione censita era pari a 1 571 abitanti.

## Sport
La squadra di calcio locale è il Churchstoke Football Club, che gioca nella Mid Wales Football League